# Mirror's Edge
Mirror's Edge es un videojuego de acción-aventura en primera persona desarrollado por EA Digital Illusions CE (DICE). El juego fue lanzado para PlayStation 3 y Xbox 360 en noviembre del 2008, y para Windows en enero del 2009.
El juego fue anunciado el 10 de julio de 2007 y está diseñado con el motor gráfico Unreal Engine 3 con el añadido de una nueva solución de iluminación, desarrollada por DICE. El juego tiene un estilo realista, de colores brillantes y difiere bastante de la mayoría de los juegos en primera persona, ya que permite un gran rango de acciones y mayor libertad de movimiento. Además, no posee HUD y las piernas, brazos y torso del jugador a veces pueden observarse en la pantalla.
El juego se desarrolla en una distopía conformista en la cual la comunicación está fuertemente controlada por un régimen dictatorial, por lo que una red de corredores, entre ellos el personaje principal, Faith, transmiten mensajes mientras eluden la vigilancia de las instituciones gubernamentales. En su estilo tridimensional como videojuego de plataforma, el jugador guía a Faith a través de techos, paredes, conductos de ventilación y otros escenarios urbanos, superando los obstáculos usando movimientos inspirados en el parkour.
Una demo fue lanzada en la PlayStation Store el 30 de octubre de 2008 y en el Bazar Xbox Live el 31 de octubre del mismo año. Este está compuesto del nivel de entrenamiento y uno de los niveles de apertura. El juego tiene versiones móviles con el mismo título para iPad lanzado el 1 de abril de 2010 y para el iPhone el 2 de septiembre de 2010 y en Windows Phone el 13 de julio de 2012. Un reinicio del título llamado Mirror's Edge Catalyst fue anunciado el 2013 en el evento Electronic Entertainment Expo 2013, su lanzamiento estaba programado para el 24 de mayo de 2016, pero fue atrasado hasta el 9 de junio de 2016.

## Jugabilidad
Mirror's Edge pretende transmitir realismo y contacto físico con el medio ambiente, e inculcar una libertad de movimiento nunca vista en el género de primera persona. Esto se consigue no solo moviéndose libremente por el escenario, sino también vinculando el movimiento de la cámara con el movimiento del personaje, como por ejemplo que la velocidad a la cual la cámara se mueve hacia arriba y hacia abajo aumente a medida que Faith acumule velocidad mientras corre o que la cámara gire cuando Faith ruede.
Además, los brazos, piernas, e incluso el torso a veces son prominentes y su visibilidad se utiliza para transmitir movimiento e impulso, como por ejemplo que los brazos de Faith suban y bajen y el largo de sus pasos aumente al caminar, y que sus piernas se muevan y sus brazos se alcen durante saltos largos.
Con este enfoque tan importante en el movimiento, es imprescindible mantener el impulso, ya que se puede usar para realizar cadenas de movimientos. El no realizar estos movimientos juntos provocará una pérdida de impulso, lo que puede causar que Faith no logre la cantidad necesaria del mismo para escalar un determinado objeto. Los controles pueden realizar diversas acciones dependiendo del contexto en el cual se utilicen. El botón "arriba" ocasionará que Faith atraviese un obstáculo evadiéndolo por la parte superior (por ejemplo saltando, trepando o usando apoyos para formar una cadena de movimientos que le ayuden atravesar el susodicho obstáculo), mientras que el botón "abajo" hará que ella atraviese obstáculos por la parte inferior, como deslizarse, rodar o simplemente agacharse.
A fin de asistir al jugador en crear estas cadenas de movimientos, el juego emplea un sistema llamado "Runner Vision" (Visión de Corredor), que obtiene su nombre de su propósito: describir el ambiente en la manera que un corredor lo vería, reconociendo rutas de escape inmediatamente. Es un sistema que destaca objetos del escenario pintándolos de rojo a medida que Faith se aproxima, dichos objetos son útiles para el progreso, como tuberías, rampas y puertas accesibles. Sin embargo, este sistema no siempre indica el mejor camino a seguir. Más adelante en el juego, el número de estas pistas visuales se limita únicamente al objetivo final, aunque el jugador puede optar por desactivar este sistema de pistas por completo. También se usa para crear acertijos en los cuales el jugador debe resolver cómo ha de combinar los objetos destacados en una cadena de movimientos para alcanzar el objetivo.
Otro mecanismo para asistir al jugador es un sistema llamado "Reaction Time" (Tiempo de Reacción), el cual es parecido al bullet time, se trata de un modo a cámara lenta que concede tiempo al jugador para planear a dónde ir a continuación, además de facilitar la regulación de los saltos y desarmes.
Para aumentar la duración del juego, hay muchas bolsas de mensajero ocultas en los niveles para que el jugador las encuentre y desbloquee extras, así como un modo contrarreloj en el cual el jugador tratará de completar pequeñas partes de un nivel en el menor tiempo posible. Las tablas de puntuación en línea así como "corredores fantasmas" rojos permiten al jugador ver sus rutas más rápidas o las rutas de otros jugadores en las tablas de puntuación.
Puesto que muchas escenas discurren en lo alto de enormes edificios, y muchas veces Faith se encuentra colgando a gran altura, el juego puede ocasionar una sensación de vértigo.

## Historia

### Introducción
Después del establecimiento de un régimen totalitario, las empresas adquieren el poder absoluto en una desarrollada ciudad. Las fuerzas de seguridad controlan las calles, los ciudadanos son vigilados, las comunicaciones supervisadas y los medios de comunicación controlados y manipulados. Aquellos que se oponen son criminalizados y detenidos. Ante esta situación, surgen los llamados Runners.

### Zona de entrenamiento
Aquí conocemos a Faith, una Runner que vuelve a la actividad tras recuperarse de una fractura en la pierna en su última misión. Tras llegar a una flamante zona de entrenamiento guiada remotamente por Merc -un Tracker que a su vez es su jefe y mentor-, se reúne con Celeste, una compañera Runner que le ayuda a retomar el ritmo poniendo a prueba todas sus habilidades.

### Prólogo: El Filo
Faith pasa exitosamente todas las pruebas, y habiendo finalizado el entrenamiento, es informada por Merc sobre un nuevo trabajo -uno sencillo- para que pueda ir volviendo de a poco a la acción. El trabajo consiste en llevar un maletín a un determinado punto de encuentro, dárselo a Celeste que estará esperando en posición y así completar la entrega.
El día de la entrega llega y la misión marcha sin mayores problemas, hasta que de pronto Faith se topa con las fuerzas policiales de las CPF (City Protection Forces) que la interceptan y comienzan a disparar sin mediar palabra, lo que resulta muy extraño. Faith logra evadirlos momentáneamente y entregar finalmente el maletín a Celeste, pero entonces se vuelve a encontrar rodeada por la CPF, viéndose obligada a escapar una vez más y de manera definitiva. Ante el desconcierto sobre los motivos de las fuerzas para abrir fuego, Merc promete investigar.

### Huida
Esa misma madrugada, en la guarida de Merc, Faith se encuentra sola escuchando las transmisiones de la CPF, donde la oficial Kate Connors, su hermana, informa que se encuentra de camino a las oficinas de un tal Robert Pope, para tomarle declaración por una irrupción sufrida en su casa la semana anterior. No mucho tiempo después, la Runner intercepta otra transmisión en la que se pide con urgencia a todas las unidades asistir a la dirección de las oficinas antes mencionadas, pues se han reportado disparos. Faith, preocupada por su hermana, intenta localizar el edificio en cuestión y sale en su búsqueda al mismo tiempo que llega un confundido Merc, quien se encontraba fuera.
Una vez al tanto de lo que está sucediendo, Merc guía a Faith hacia el edificio de Pope, donde logra reunirse con su hermana, quien se sorprende de verla. Allí, además, descubre muerto al mismo Robert Pope, que se encontraba desplomado sobre su escritorio sujetando un trozo de papel.
Kate cuenta angustiada que Pope -un viejo amigo de su padre en su lucha contra el régimen, y principal oponente del actual alcalde Callaghan- pidió reunirse con ella por motivo de la irrupción sufrida en su casa. Una vez reunidos, ella fue golpeada perdiendo así el conocimiento, para luego despertarse y descubrir que Pope había sido asesinado y que el arma homicida había sido la suya.
Faith se da cuenta de que su hermana fue emboscada para luego ser inculpada, y trata de convencerla para escapar, ya que sus opciones no son favorables. Kate se niega argumentando que eso la haría parecer culpable, y decide aceptar los riesgos, pero sí le pide a Faith que investigue todo lo posible para llegar al fondo de la cuestión. También le dice que busque a su superior, el teniente Miller, quien según ella, es confiable.
Merc informa a la Runner que la policía está llegando al lugar, por lo que debe huir de inmediato. Kate le exige lo mismo y entonces Faith, al no poder hacer nada, huye del lugar llevándose el trozo de papel que sostenía Pope.
Durante la huida, una increíble cantidad de fuerzas policiales se movilizan y disparan sin miramientos. Merc logra guiar a Faith hacia el punto donde Kreeg, otro Runner, la recogerá para ponerla a salvo.

### Jacknife
De vuelta en la guarida, Merc, Celeste y Faith analizan el trozo de papel que esta última tomó de la escena del crimen, y distinguen las inscripciones "Ícaro" y "a lo más alto", sin llegar a ninguna conclusión. Merc sugiere entonces buscar a Jacknife, un Runner retirado con el que al parecer Faith no tiene buena relación por algunos asuntos del pasado. Según Merc, Jacknife tiene muchos contactos por lo que podrían obtener respuestas.
Jacknife es localizado por Drake, otro Tracker, en las cercanías del antiguo campo de entrenamiento y Faith va en su búsqueda.
Después de una breve persecución Faith alcanza a Jacknife y lo interroga sobre Pope y el asunto de "Ícaro", a lo que este le responde con el nombre de Travis Burfield. Travis Burfield, antes conocido como Ropeburn es un exluchador que ahora maneja una empresa de seguridad privada, la cual fue contratada por Pope. Jacknife sugiere empezar por Ropeburn si quiere llegar a algún lado.

### Revuelo
Faith decide hacer una visita sorpresa al teniente Miller. Este, al no saber de quién se trata, le apunta con su arma. Una vez enterado baja su arma, pero le informa de que está siendo buscada como sospechosa por el crimen de Pope. También le cuenta que su hermana está detenida e incomunicada. Aunque Miller no le brinda apoyo a Faith, después de escucharla contar lo sucedido, decide creerle y le da su palabra de no detenerla, pero le advierte que otros sí lo intentarán.
Faith ahora se encamina hacia Z. Burfield International Shipping, el edificio donde Ropeburn tiene su oficina. Una vez allí, se infiltra dentro de las instalaciones y a través de unos conductos de ventilación logra acercarse hasta la mencionada oficina. Todavía oculta en los conductos, oye a Ropeburn hablar por teléfono sobre su hermana, el "Proyecto Ícaro", y los Runners, así como también sobre una reunión que tendría lugar al día siguiente.
Con Ropeburn ya fuera de la oficina, Faith se introduce en ella y la registra. Merc advierte que la policía se dirige al lugar a causa de una alarma silenciosa, lo que desemboca en una espectacular huida. Una vez fuera de peligro, la Runner le pide a Merc que le envíe un mensaje a Miller para reunirse nuevamente.

### Ropeburn
Faith vuelve a encontrarse con Miller y le informa de su investigación sobre Ropeburn. Este le aconseja no meterse con Ropeburn y acto seguido vuelve a apuntar a Faith con su arma, tal y como había hecho en su primer encuentro. Miller revela que hay empresas privadas de seguridad que están a la espera de un error de las fuerzas policiales para quitarlos del medio y tomar el control. La única forma de no perder dicho control sobre la seguridad de la ciudad y la de Kate, es entregando a Faith. Esta se niega, y después de un breve enfrentamiento en el que los dos terminan apuntándose mutuamente, se marcha "perdonándole la vida" por respeto a su hermana.
Al día siguiente, Faith se dirige al punto de encuentro donde oyó a Ropeburn mencionar la reunión. Ya cerca del lugar, ve un helicóptero de la CPF llegando a la misma dirección, lo que la hace pensar que la misma policía podría estar involucrada con Ropeburn.
Faith sigue su camino hasta un edificio en construcción. Merc deduce que habiendo un helicóptero, el punto de reunión debe ser en la azotea del mismo, por lo que la Runner allí se dirige. Una vez cerca, desde una distancia prudente, observa sorprendida que el "invitado" de Ropeburn no es otro que el teniente Miller.
Faith decide seguir subiendo para acercarse más y así obtener más información, pero al momento de llegar a la azotea es interceptada sorpresivamente por Ropeburn, quien la ataca. Después de un breve forcejeo, la Runner se impone y el exluchador termina cayendo por la cornisa, aunque logra sujetarse a tiempo, quedando colgando de cara a una caída mortal. Faith aprovecha la ocasión para interrogarlo sobre su hermana, Pope y el teniente Miller.
Ropeburn confiesa que inculpó a Kate, pero que cumplía órdenes, por lo que desconoce el motivo. También admite haber contratado a un profesional para matar a Pope, y que volvería a reunirse con él en el centro comercial al día siguiente. Faith lo interroga entonces por su encuentro con Miller, sin embargo Ropeburn exige que primero lo salve. Faith accede, pero cuando se dispone a subirlo, este recibe un disparo de un francotirador desconocido y cae muerto al vacío.
Merc informa que la CPF está llegando y guía a Faith hacia la estación del metro para escapar. Pronto la policía entra en la estación dejando las vías como único medio de escape. Faith logra huir sobre los techos de los trenes hasta encontrar una salida. Una vez afuera, Merc le comunica que Celeste está cerca del lugar y la puede ayudar.

### New Eden
Más tarde, ya a salvo, Celeste y Faith se encuentran hablando en la cornisa del edificio donde Merc tiene su guarida. Aquí Faith revela su historia: cuando era niña sus padres eran activistas contra el régimen y solían llevarla a ella y a su hermana a las diferentes manifestaciones, aun cuando eran muy pequeñas para comprender los motivos. Una de dichas manifestaciones se tornó violenta y su madre murió en los disturbios. La familia quedó destrozada. Su padre nunca se perdonó y ella, que tampoco pudo perdonarlo, terminó huyendo de su casa, dejando a su hermana sola. Desde entonces, vivió en la calle valiéndose por sí misma, hasta que Merc la atrapó intentando meterse en su casa. Lejos de enfadarse, el hombre se ofreció a entrenarla. Viendo una forma de salir de las calles, aceptó, comenzando así su vida como Runner.
Volviendo a su situación, Faith le comenta a Celeste sobre el dato de la reunión de Ropeburn con el posible asesino de Pope, que supuestamente tendría lugar en el centro comercial el día siguiente. Su compañera le advierte del peligro que corre al involucrarse en el caso y le aconseja mantenerse al margen, pero Faith contesta que le debe esto a su hermana.
Celeste le desea suerte y se marcha, pues Drake le consiguió un trabajo para hacer. 
Al día siguiente, Faith emprende su camino hacia el centro comercial New Eden, lugar de la reunión con el supuesto asesino de Pope. En medio del camino, ve a lo lejos a un misterioso Runner corriendo por los tejados en la misma dirección, pero pronto lo pierde de vista.
Después de abrirse camino a través de unos cuantos miembros de la CPF que se encontraban patrullando con motivo de la campaña del alcalde Callaghan, Faith llega por fin al centro comercial. Allí se dirige hacia el punto de reunión, en donde encuentra al misterioso Runner, que al verla empieza a correr. Faith lo persigue, pero pronto se ve en el medio de una emboscada cuando se encuentra de frente a una formación entera de policías que no dudan en abrir fuego.
Merc se las ingenia para guiar fuera del centro comercial a Faith, que una vez más logra escapar. Ya libre, la Runner decide buscar respuestas sobre lo sucedido.

### Pirandello Kruger
Faith aborda por sorpresa a Jacknife mientras este caminaba, ya que fue él quien la guio hacia Ropeburn en primer lugar. Tras someterlo, lo interroga acerca del asesino de Pope -quien ella supone que es el Runner misterioso- y sobre la emboscada. Jacknife, se desliga de lo sucedido y argumenta que de haber querido matarla lo habría hecho él mismo. Faith termina aceptando su respuesta y dejándolo ir al creerlo incapaz de organizar semejante plan. Una vez finalizado el encuentro, pide a Merc información sobre una empresa llamada Pirandello Kruger, cuyo logo -la cara de un perro- vio por varios lugares, incluyendo la oficina de Ropeburn. Merc busca en sus computadoras y le comunica que es una empresa de seguridad privada especializada en alarmas, vallados, blindaje y demás, y que tiene pocas oficinas en la ciudad, una de las cuales está junto al puerto. Faith pide las coordenadas y decide pasar a investigar.
La Runner se dirige ahora a las instalaciones de Pirandello Kruger. Al llegar, es atacada por las fuerzas de la empresa -identificadas con las siglas PK-, por lo que debe abrirse paso por los distintos sectores del lugar hasta alcanzar las oficinas centrales.
Faith consigue por fin llegar al centro neurálgico de la empresa, desde donde ingresa a las computadoras para descubrir que los verdaderos planes de Pirandello Kruger no son reforzar la seguridad de la ciudad, sino ejecutar el Proyecto Ícaro. Dicho proyecto consistía en crear una fuerza anti-Runner para eliminar a todos los corredores, motivo por el cual estaban capacitando gente en salas de entrenamiento.
Faith ve, además, captado por una cámara en uno de los monitores del lugar, al misterioso Runner del centro comercial en la cubierta de un barco.
Merc le ordena salir de ese lugar inmediatamente, cuando llegan las fuerzas anti-Runner y comienzan a perseguirla.
Faith logra atravesar la sala de entrenamiento y escapar hacia las vías donde salta sobre un tren, perdiendo a las fuerzas PK. Merc por su parte, procede a correr la voz en la red sobre el Proyecto Ícaro y a avisar a los demás Runners.

### El barco
Faith decide ir ahora al puerto a por el Runner misterioso y posible asesino de Pope. Para ello, deberá llegar hasta el barco donde lo vio por las cámaras sin ser notada. Una vez en el puerto, logra infiltrarse exitosamente en la zona de vehículos del barco, donde no tiene más remedio que enfrentarse a una gran cantidad de hombres de PK. Después de superar esa zona, Merc informa que Drake avistó al misterioso Runner y que en efecto se encuentra en la cubierta del barco, por lo que Faith allí se dirige. Después de atravesar unos cuantos niveles del barco, finalmente logra llegar a la cubierta, donde está apostado el misterioso Runner con un rifle francotirador.
Faith se aproxima manteniéndose a cubierto hasta que lo alcanza y, después de una corta pelea, logra desarmarlo. El supuesto asesino se da a la fuga, y se produce una veloz persecución que concluye en otro enfrentamiento. Faith logra someter a su rival y después de algunas pequeñas dificultades, termina descubriendo que el misterioso Runner, para su sorpresa, es Celeste.
Celeste confiesa haber matado a Pope por encargo. Según ella, este se había metido con la gente equivocada, envalentonado por el creciente apoyo de su campaña. También confiesa haber elegido aceptar el régimen antes que tener que enfrentarse al Proyecto Ícaro, pues está cansada de vivir huyendo.
En ese momento llegan las fuerzas PK, y Celeste aprovecha para huir, mientras Faith provoca una explosión para darse también la posibilidad de escapar.
Merc se comunica con Faith y le informa que, según Kreeg, ya han juzgado a Kate declarándola culpable por el asesinato de Pope, aunque también le dice que el convoy que la traslada saldrá en menos de una hora, lo que le da tiempo de interceptarlo.

### Kate
Mientras Faith se pone en marcha, Merc le avisa que Kreeg, guiado por Drake, dejará un rifle en un edificio ubicado frente a un tramo del camino del convoy, para así tener una oportunidad de detenerlo. Una vez que Merc confirma que Kreeg cumplió su parte, Faith se las ingenia para escalar por el edificio en construcción hasta llegar a la ubicación del rifle, y se coloca en posición a la espera del convoy.
Desde allí, la Runner efectúa un disparo certero que hace perder el control al vehículo, el cual termina volcando en medio de la calle.
Merc le advierte que, efectuado el disparo, las fuerzas de la CPF pueden obtener su ubicación, por lo que Faith debe echarse a correr para llegar a la calle y así rescatar a su hermana. Así lo hace y, una vez reunida con Kate, le pasa su comunicador indicándole que Merc la guiará fuera de ahí, mientras ella aleja a la policía.

### El Cristal
Después de perder a la policía, Faith regresa a la guarida de Merc para encontrarla totalmente destruida. Bajo unos escombros, encuentra malherido a Merc quien con dificultad le cuenta que se han vuelto a llevar a Kate y que los oyó mencionar "el Cristal", el edificio del alcalde Callaghan. La Runner insiste en conseguir un médico para su malherido mentor, pero éste se niega y, después de agradecerle, muere.
Con Merc muerto, Faith decide infiltrarse en el Cristal por su propia cuenta y sin ayuda alguna.
Faith logra entrar al edificio y después de hacerse paso entre las fuerzas de seguridad, llega a una habitación donde es interceptada por el teniente Miller y dos hombres de PK. Los agentes la derriban y se disponen a registrarla por orden del teniente, cuando éste inesperadamente los asesina por la espalda, revelando así que él también se encuentra allí para salvar a Kate. Miller reconoce que Faith tenía razón sobre Ropeburn, pero que necesitaba encontrar las respuestas por sí mismo, dejando en claro así el motivo de la reunión que la Runner presenció aquella vez. Además, explica brevemente que Kate fue inculpada pues necesitaban que el asesinato de Pope parezca obra de la CPF.
Viendo que no hay tiempo para más explicaciones, el teniente le da un comunicador a Faith para guiarla, y le dice que se escape mientras él retiene a las fuerzas que se aproximan.
Miller logra guiarla exitosamente a través del edificio y le informa sobre un helicóptero que se encuentra en camino y que posiblemente estén utilizando para llevarse a Kate hacia otra parte, por lo que no hay mucho tiempo. Siguiendo las indicaciones, Faith llega a una sala de servidores donde el teniente le comunica que los mismos deben ser destruidos para poder tener acceso a la puerta que la llevará a la azotea.
Allí se genera un voraz enfrentamiento entre las fuerzas PK y la Runner, que al final resulta victoriosa. Poco después, Faith destruye todos los servidores obteniendo acceso a la azotea, pero pierde repentinamente todo contacto con Miller, quien pudo ser posiblemente alcanzado por las fuerzas.
Faith llega a la azotea, y allí, para su sorpresa, encuentra a Jacknife sosteniendo a Kate por la fuerza mientras le apunta con un arma. Jacknife confiesa trabajar para el alcalde Callaghan y revela que sin Pope o los Runners, los clientes de éstos —aquellos que se oponen al régimen— quedarán aislados y vulnerables. De esta manera perderán poder, y así el gobierno podrá asegurarse el control total de la ciudad.
Dicho esto, empuja a Kate dentro del helicóptero que ya se encontraba en el lugar, para luego saltar él despidiéndose de Faith y dejándola a la merced de las fuerzas de seguridad PK que acababan de llegar.
Sin perder tiempo, Faith corre hacia el helicóptero y entre una lluvia de balas, logra saltar dentro y tirar a Jacknife al vacío, acabando con él.
Con el helicóptero totalmente fuera de control, la Runner se las ingenia para tirar fuera de la nave a su hermana, que queda colgada de la cornisa del edificio, para luego saltar ella misma y así poder ayudarla.
Una vez a salvo, las hermanas se funden en un abrazo y se voltean de cara a la ciudad, sin certeza alguna sobre su futuro.

### Epílogo
Durante los créditos finales se puede oír una transmisión donde se informa que Faith y Kate Connors son consideradas culpables del asesinato de Pope y los incidentes en el Cristal. También se pide a los ciudadanos utilizar con precaución los servicios de comunicación ya que perdieron seguridad, dando a entender que la destrucción de los servidores a manos de Faith le supuso a la ciudad una pérdida de control y vigilancia sobre los ciudadanos. La transmisión cierra diciendo que el paradero tanto de Faith como de Kate es desconocido y que ambas son ampliamente buscadas por las fuerzas policiales.

## Personajes

### Runners y Trackers
Los Runners (corredores) son los miembros de una red clandestina, que trabajan como mensajeros para aquellos que obran fuera del régimen. Al estar las comunicaciones estrictamente controladas y supervisadas, éste resulta ser el mejor método para transportar todo el material privado o sensible que sea necesario enviar. Los Runners se valen de sus habilidades en el parkour para recorrer la ciudad a través de las distintas estructuras urbanas, y así evitar ser interceptados por las fuerzas de seguridad. De esta manera, sus habilidades incluyen correr y saltar por los tejados, escalar por los edificios, y en definitiva, utilizar todo el entorno para crearse sus propios caminos a través de la ciudad. También, por si fuera necesario, están fuertemente entrenados en artes marciales y uso de armas.
Además de los Runners, existen los Trackers, que en su mayoría son antiguos Runners que ahora sirven como guía para los actuales. Su trabajo consiste en guiar a los corredores en sus recorridos por la ciudad, haciendo uso de un amplio equipo de rastreo y monitoreo ubicado en distintas bases estratégicas, con el que pueden acceder a los diversos planos de la ciudad e indicar los mejores caminos, teniendo en cuenta inconvenientes tales como lugares cerrados, sitios bloqueados o actividad policial.
Entre los Runners y Trackers conocidos se encuentran:
- Faith Connors: Es la protagonista de la historia. Es una talentosa Runner que vuelve a sus tareas después de recuperarse de una fractura. En su infancia perdió a su madre y huyó de su casa viviendo en las calles hasta ser encontrada y entrenada por Merc.

- Mercury "Merc": Merc es un Tracker, amigo, jefe y mentor de Faith. Se encarga de guiarla en sus trabajos desde su base conocida como "la guarida de Merc". Él fue quien se encargó de introducir y entrenar a Faith en el mundo de los Runners.

- Celeste: Compañera Runner de Faith con la que comparte varios trabajos. Es la encargada de su entrenamiento una vez recuperada de su fractura.

- Jacknife: Es un antiguo Runner retirado, del que poco se sabe en la actualidad. Merc sugiere a Faith localizarlo para obtener información ya que él es conocido poseedor de innumerables contactos. Al parecer tiene algunos asuntos con Faith en el pasado, por lo que ella siempre intenta evitarlo.

- Kreeg: Es otro Runner perteneciente a la misma agrupación de Faith, Celeste y Merc. Aparece brevemente para ayudar en algunos casos.

- Drake: Es un Tracker experimentado perteneciente a la misma agrupación de Faith, Celeste y Merc. Nunca hace una aparición pero aporta datos importantes y es mencionado por Celeste en varias oportunidades como su jefe.

### Asesinato de Pope
- Kate Connors: Hermana gemela de Faith. Se separó de su hermana en la infancia cuando ésta huyó de casa. De grande entró al cuerpo de la CPF convirtiéndose así en policía. Es inculpada en el homicidio de Robert Pope.

- Robert Pope: Era un activista contra el régimen, candidato a alcalde y viejo amigo del padre de las hermanas Connors. Es asesinado después de la llegada de Kate a su oficina, siendo ésta inculpada.

- Travis "Ropeburn" Burfield: Antiguo luchador de lucha libre que se abrió camino en los negocios y posee una empresa de seguridad privada. Es el señalado por Jacknife para comenzar a unir las piezas del asesinato de Pope, ya que era el encargado de su seguridad.

- Teniente Miller: Superior de Kate Connors y hombre de confianza de ella. Faith recurre a él por pedido expreso de su hermana, informándole de sus averiguaciones.

### Fuerzas policiales/de seguridad
- CPF: La City Protection Force (Fuerza de Protección de la Ciudad) es una fuerza policial conocida por los Runners como los "Azules". Son los encargados de la seguridad de la ciudad.

- Fuerzas PK: Son las fuerzas de seguridad privada de la empresa Pirandello Kruger. Están más fuertemente armados y entrenados que las fuerzas de la CPF y son más hostiles.

- Fuerzas anti-Runner PK: Una fuerza especial creada por Pirandello Kruger para servir de anti-Runner. Se trata de un equipo entrenado como Runners para contrarrestar las fuerzas de éstos y eliminarlos. Al tener las mismas habilidades de los Runners, se convierten en el enemigo más complicado, ya que pueden escalar, correr a grandes velocidades y utilizar el entorno a su favor.

## Armas
Aunque el jugador puede poseer armas, O'Brien ha remarcado que "éste es un juego de acción y aventura. No estamos posicionándolo como un juego de disparos (shooter), el interés no está en el arma, está en la persona." La jugabilidad en Mirror's Edge se enfoca en encontrar la mejor ruta a través del escenario del juego mientras que el combate cumple un papel secundario. De hecho, en el "Gameplay Walkthrough" de la E3 O'Brien declara que ir por el juego sin disparar una sola bala desbloquea un logro, "Test of Faith" (Juego de palabras entre "Prueba de Faith" y "Prueba de Fe").
Las armas se pueden obtener desarmando a un enemigo, pero cuando el cargador se vacíe deberá ser descartada. Además, llevar un arma ralentiza a Faith y mientras más pesada sea el arma, más obstaculiza su movimiento, lo cual introduce un elemento de estrategia a la hora de determinar cuándo reemplazar agilidad por potencia de fuego a corto plazo.
Las armas que aparecen están basadas en armas reales. Algunas de estas son:

### Pistolas
- Colt M1911: El arma estándar de las fuerzas policiales.
- Glock18: Una pistola que se ve raras veces. Su cañón tiene una forma cuadrangular muy característica y dispone de un cargador extendido. Es capaz de disparar en ráfagas de 3 disparos.

### Escopetas
- Remington M870: La más común.
- NeoStead 2000: Escopeta bullpup muy potente.

### Subfusiles
- MP5K-PDW: Subfusil estándar.
- TMP: Mas pequeña y con más cadencia.

### Fusiles
- G36C: Fusil común en las fuerzas de asalto, tiene un asa y una forma compacta y estilizada que lo vuelve fácil de identificar.
- SCAR: Más efectiva que el G36, tiene un riel superior alargado y una gran mira metálica.

### Ametralladoras
- M249: Un arma de gran potencia de fuego, precisión aceptable y cargador muy amplio, sin embargo su peso ralentiza mucho al jugador.

### Rifles de francotirador
- Barrett: Un fusil francotirador potentísimo equipado con mira láser.

## Versiones y "merchandising"

### Ediciones del juego
Al ser reservado en Game Crazy se otorga un código contrarreloj del juego, así como una camiseta del mismo. También en GameStop se otorga un código contrarreloj al ser reservado, además de una "Mochila de Corredor" amarilla, parecida a las que usan los corredores del juego. Reservas del minorista británico GAME incluyen una camiseta de Mirror's Edge marca Fenchurch. En el sitio web de Electronic Arts, se encuentra disponible un combo del juego Mirror's Edge más una "Mochila de Corredor" roja similar a las entregadas por GameStop y hechas por Timbuk2. En el frente tiene el logo del juego, y por dentro muestra un retrato de Faith.

### Cómic
Durante el Comic-Con de 2008, DICE anunció que crearía una adaptación en cómic del juego junto con la división de DC Comics, Wildstorm. El cómic está dibujado por Matthew Dow Smith y escrito por Rhianna Pratchett.

### Banda sonora
La canción oficial de Mirror's Edge tiene como nombre Still Alive, escrita y producida por Arnthor Birgisson y Rami Yacoub, mientras que la voz es de la cantante sueca Lisa Miskovsky. En noviembre de 2008 se lanzó el video oficial del tema como parte de la promoción del videojuego.
La banda sonora original (BSO) del juego fue producida por el sueco Solar Fields, la banda sonora está compuesto de 10 pistas divididas en tres partes, el álbum fue lanzado el 7 de noviembre de 2008 únicamente en formato digital.
El 11 de noviembre de 2008, EA anunció un álbum remix de Mirror's Edge de la canción "Still Alive". Además de incluir las pistas original, viene incluido 5 remixes producidas por Benny Benassi, Junkie XL, Paul van Dyk, Teddybears y Armand Van Helden. El álbum, llamado Still Alive - The Remixes fue lanzado el 11 de noviembre de 2008 en tres ediciones: Standard, Nort American y Promocional release.

## Secuela
Previamente al estreno de Mirror's Edge, Owen O'Brien, divulgó en octubre de 2008 su intención de convertir el juego en una trilogía, expresando que "la historia que estamos contando es una especie de trilogía, un arco de tres historias". Si bien actualmente y desde 2016 existen dos entregas de las tres inicialmente previstas para formalizar una trilogía, no existen planes para un tercer título en la franquicia Mirror's Edge.
En la convención de videojuegos E3 de 2013, durante la conferencia de EA se dio a conocer la noticia de un nuevo videojuego de Mirror's Edge para la siguiente generación de consolas y PC, tratándose de una precuela a la historia contada en el primer juego. El 5 de mayo de 2015 se anunció que la secuela, revelada como Mirror's Edge Catalyst, saldría a principios de 2016. Finalmente, Mirror's Edge Catalyst fue publicado en junio de 2016 para las plataformas Microsoft Windows, PlayStation 4, y Xbox One.